# Robert Vernay
Robert Vernay, nato Robert Georges Viandon (Parigi, 30 maggio 1907 – Parigi, 17 ottobre 1979), è stato un regista e sceneggiatore francese.
Era sposato all'attrice France Asselin (1923-1960)

## Filmografia parziale
- Le Béguin de la garnison, (1932)
- La donna che ho più amato (La Femme que j'ai le plus aimée), (1942)
- Voglio sposare mia moglie (Arlette et l'Amour), (1943)
- Il conte di Montecristo (Le comte de Monte-Cristo), (1943)
- Papà Goriot (Le Père Goriot) (1945)
- Spade al vento (Le capitan) (1946)
- Fantomas contro Fantomas (1949)
- Andalusia (Andalousie) (1951)
- Il conte di Montecristo (Le comte de Monte-Cristo), (1954)
- Queste maledette vacanze (Ces sacrées vacances) (1956)
- Intelligence service (Monsieur Suzuki) (1960)
- Il boia aspetterà (Le bourreau attendra) (1961)
- Agente Tigre sfida infernale (Passeport diplomatique agent K 8) (1965)